# 박상욱 (축구 선수)
박상욱(한국 한자: 朴相旭, 1986년 1월 30일 ~ )은 대한민국의 축구 선수로서 포지션은 미드필더이다.

## 선수 경력
2011년 K리그 승부조작 사건에 연루되어 한국프로축구연맹으로부터 영구제명 처분을 받았다.